# London Underground 1996 Stock
London Underground 1996 Stock (potocznie określane jako 1996 Tube Stock lub po prostu 1996 Stock) – typ elektrycznych zespołów trakcyjnych (EZT) wyprodukowanych przez firmę Alstom na zlecenie metra londyńskiego. Pociągi te używane są do obsługi Jubilee Line. 
Pierwsza partia EZT tego typu weszła do eksploatacji w latach 1997-98 i liczyła 59 składów, każdy po sześć członów. Zamówienie ich miało związek z przygotowaniami do otwarcia nowego odcinka Jubilee Line, co miało ostatecznie miejsce w 1999 roku i zaowocowało znacznym wydłużeniem linii. W sensie konstrukcyjnym zespoły te zbliżone są do pochodzących od tego samego producenta pociągów London Underground 1995 Stock, używanych na Northern Line. W 2005 metro zamówiło w firmie Alstom po jednym dodatkowym członie do każdego z istniejących zespołów, a także cztery zupełnie nowe pociągi, już w konfiguracji siedmioczłonowej. Od początku 2006 wszystkie 63 istniejące obecnie składy jeżdżą już z siedmioma członami, dzięki czemu zwiększyła się ich pojemność, a co za tym idzie przepustowość linii.

## Galeria

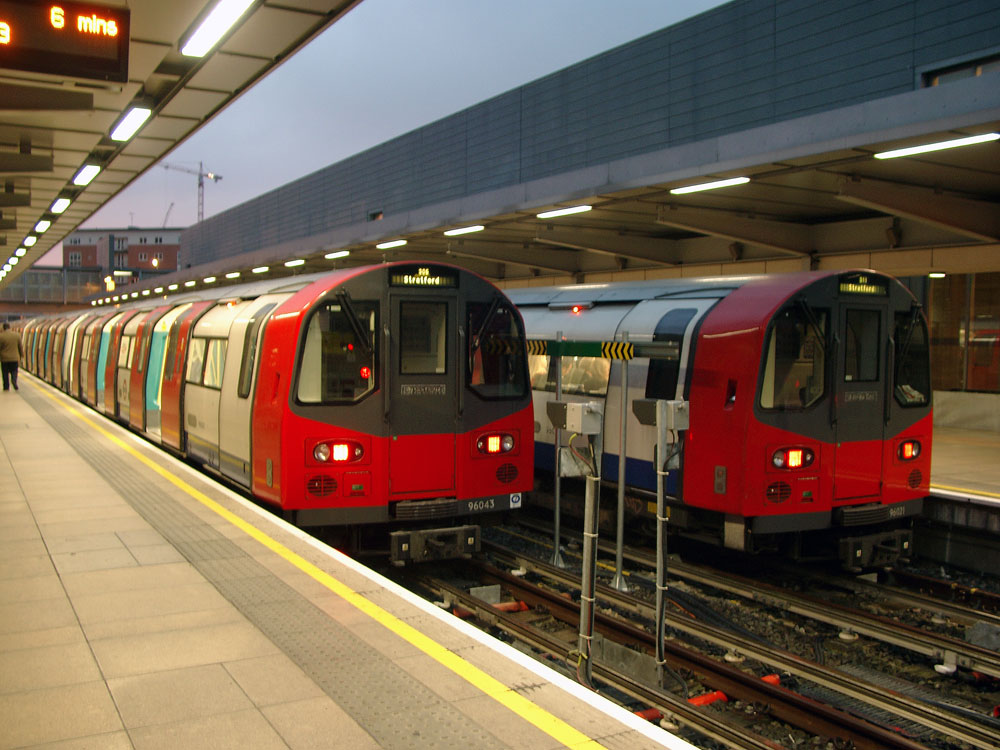
Dwa pociągi na naziemnej stacji końcowej Stratford
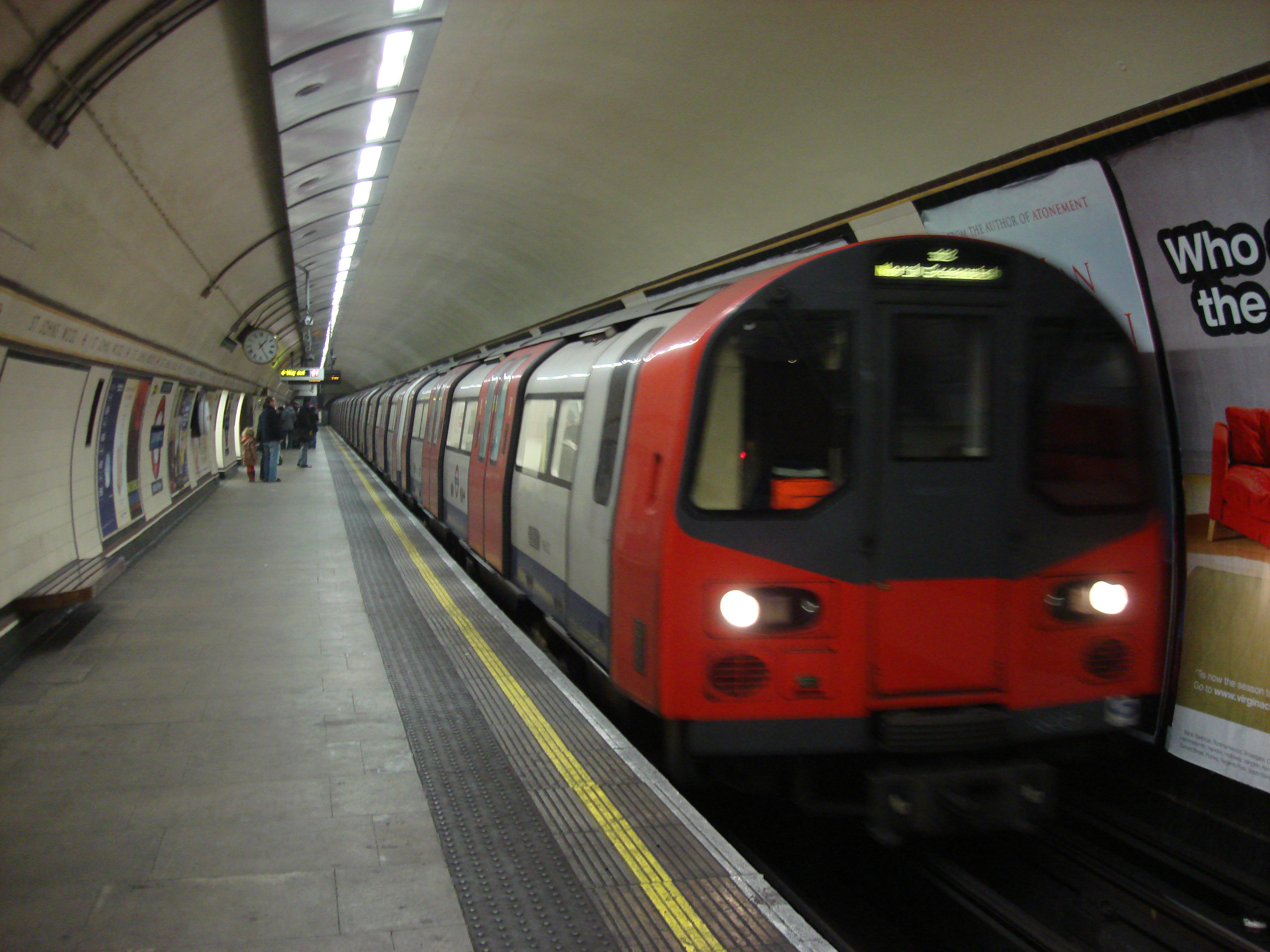
Pociąg na stacji podziemnej St John's Wood
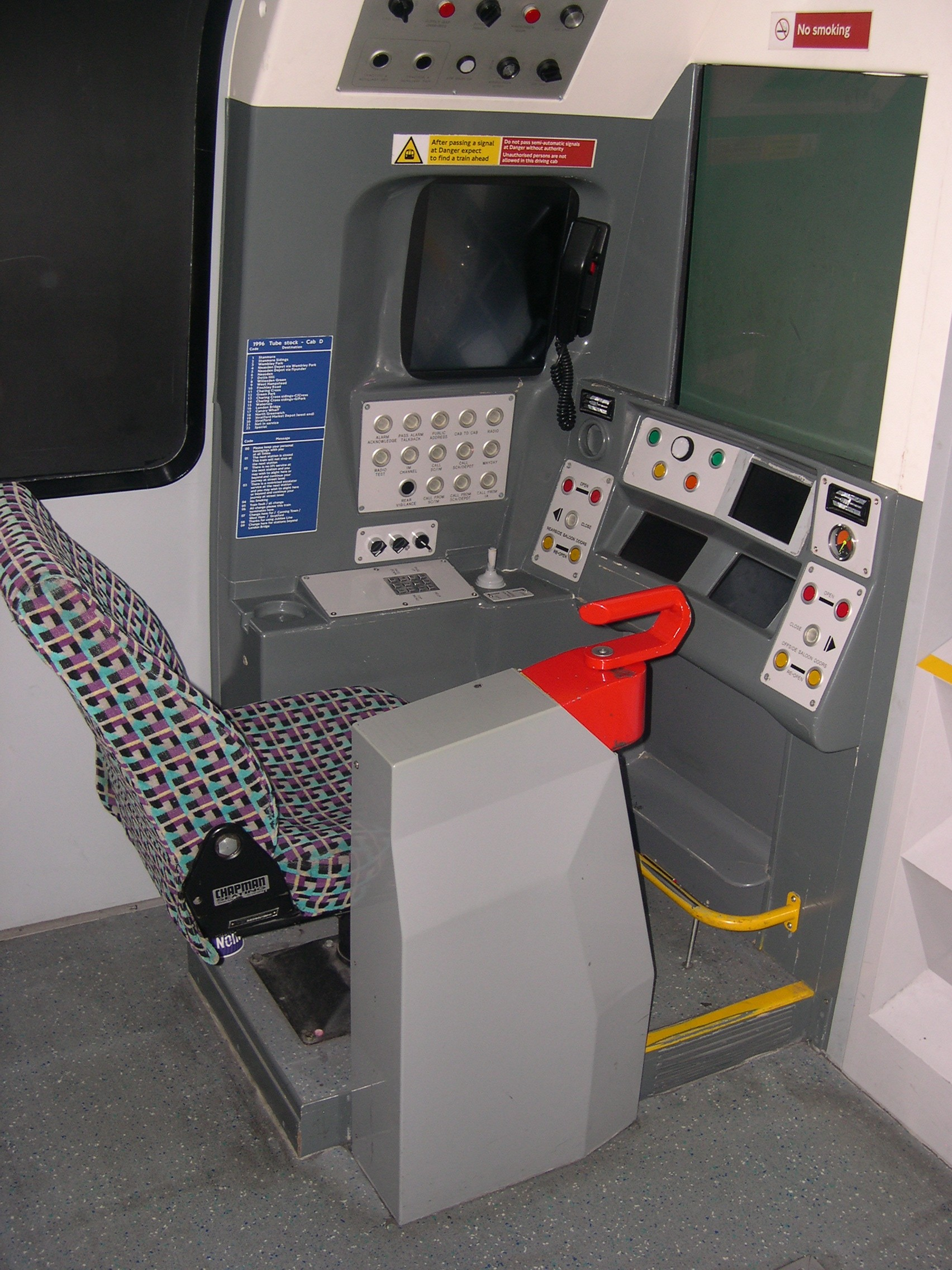
Symulator używany do szkolenia maszynistów LU 1996 Stock
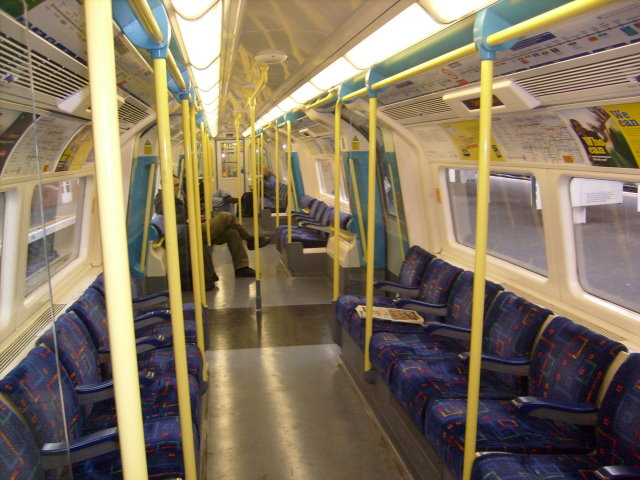
Wnętrze pociągu
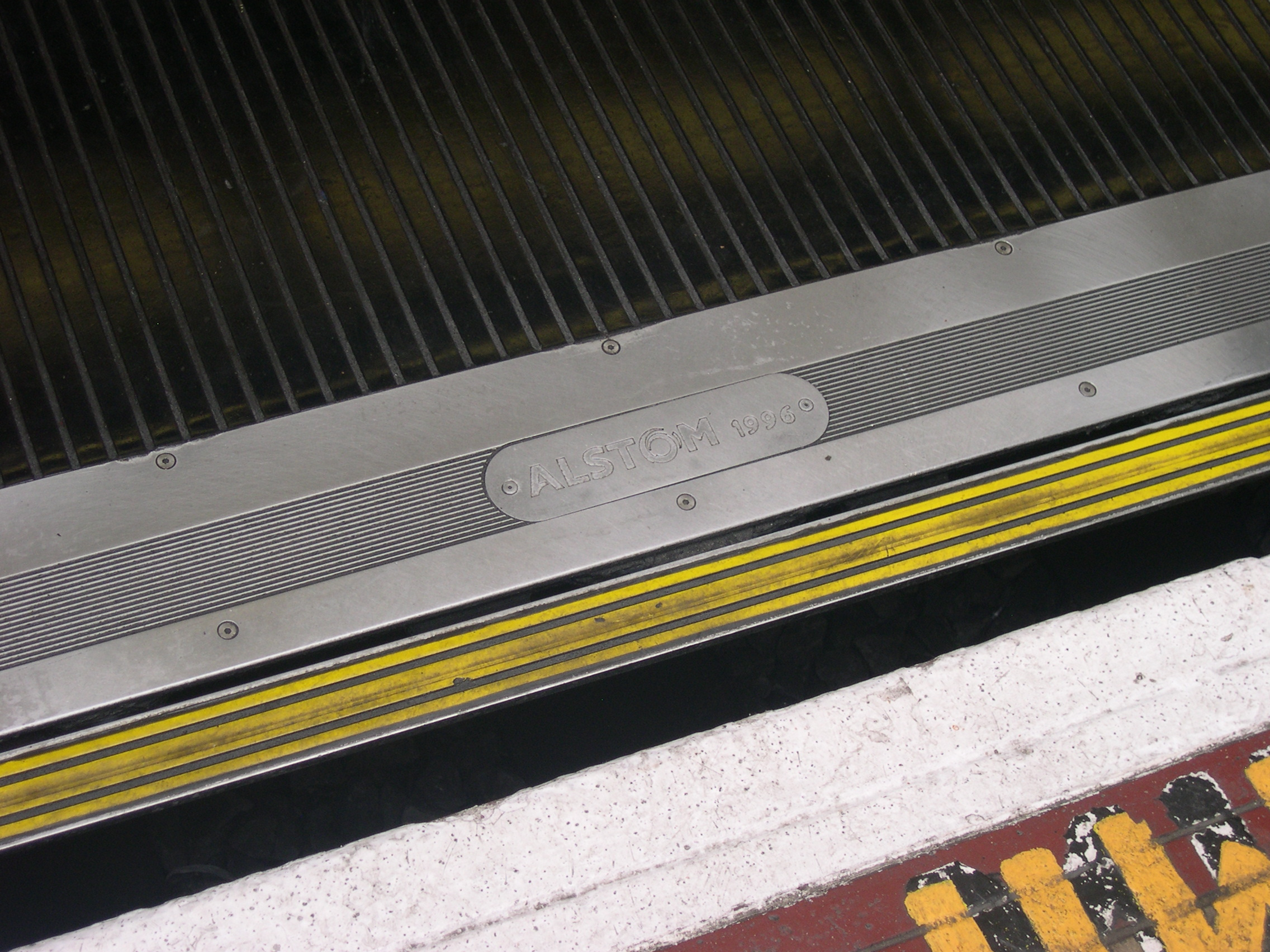
Tabliczka progowa z logo producenta i rokiem produkcji